# فیدل مبانگا-بائونا
فیدل مبانگا-بائونا (ایتالیایی: Fidel Mbanga-Bauna؛ زادهٔ ۱۶ ژوئیهٔ ۱۹۴۸) روزنامه‌نگار و بازیگر اهل ایتالیا است.
از فیلم‌هایی که وی در آن‌ها نقش داشته‌است، می‌توان به یک پلیس زن در نیویورک اشاره نمود.